# Knipowitschia mrakovcici
Knipowitschia mrakovcici är en fiskart som beskrevs av Miller 2009. Knipowitschia mrakovcici ingår i släktet Knipowitschia och familjen smörbultsfiskar. IUCN kategoriserar arten globalt som akut hotad. Inga underarter finns listade i Catalogue of Life.